# Musée Bernard d’Agesci

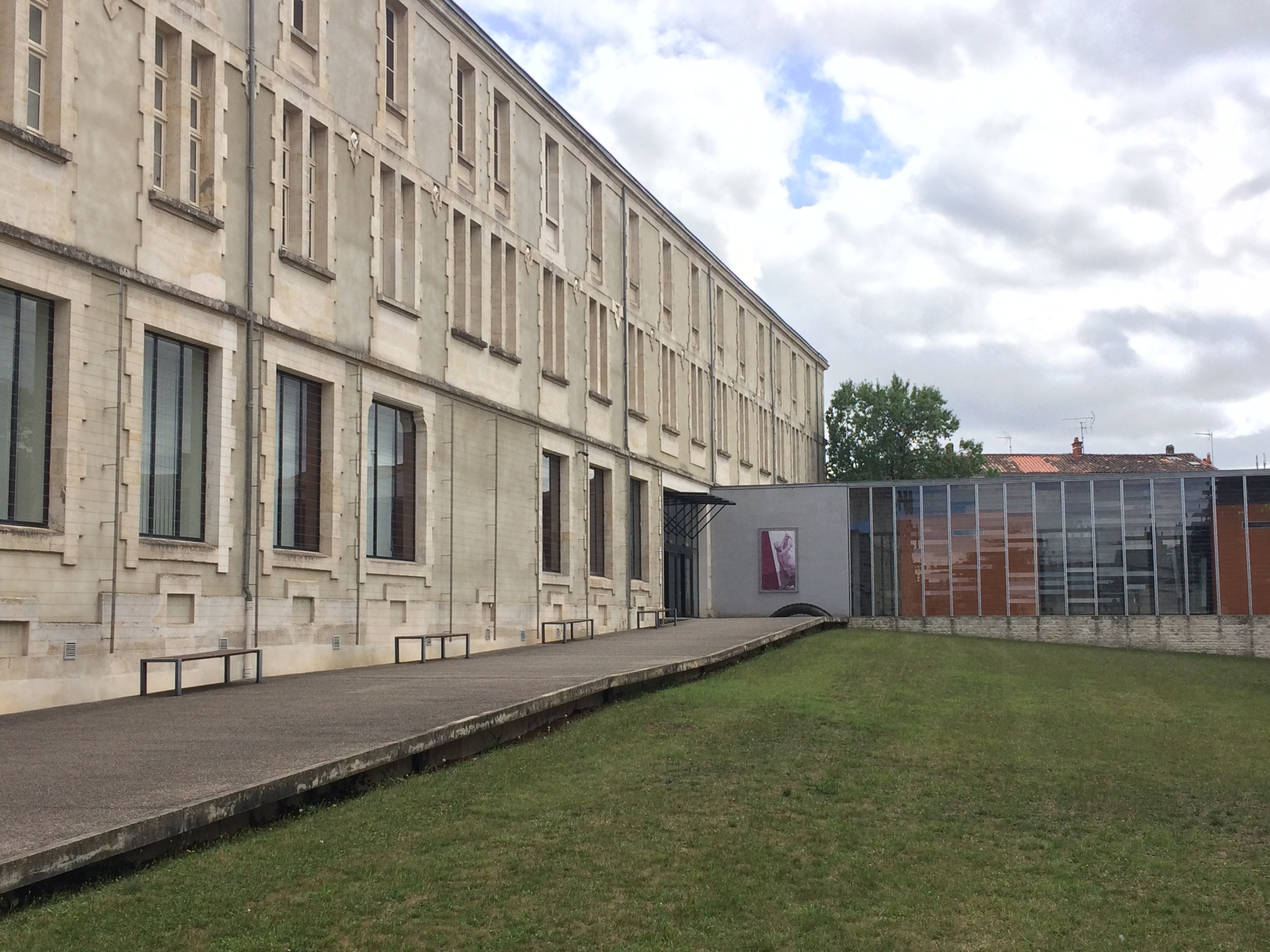
Eingangsbereich des Museums, Juli 2017

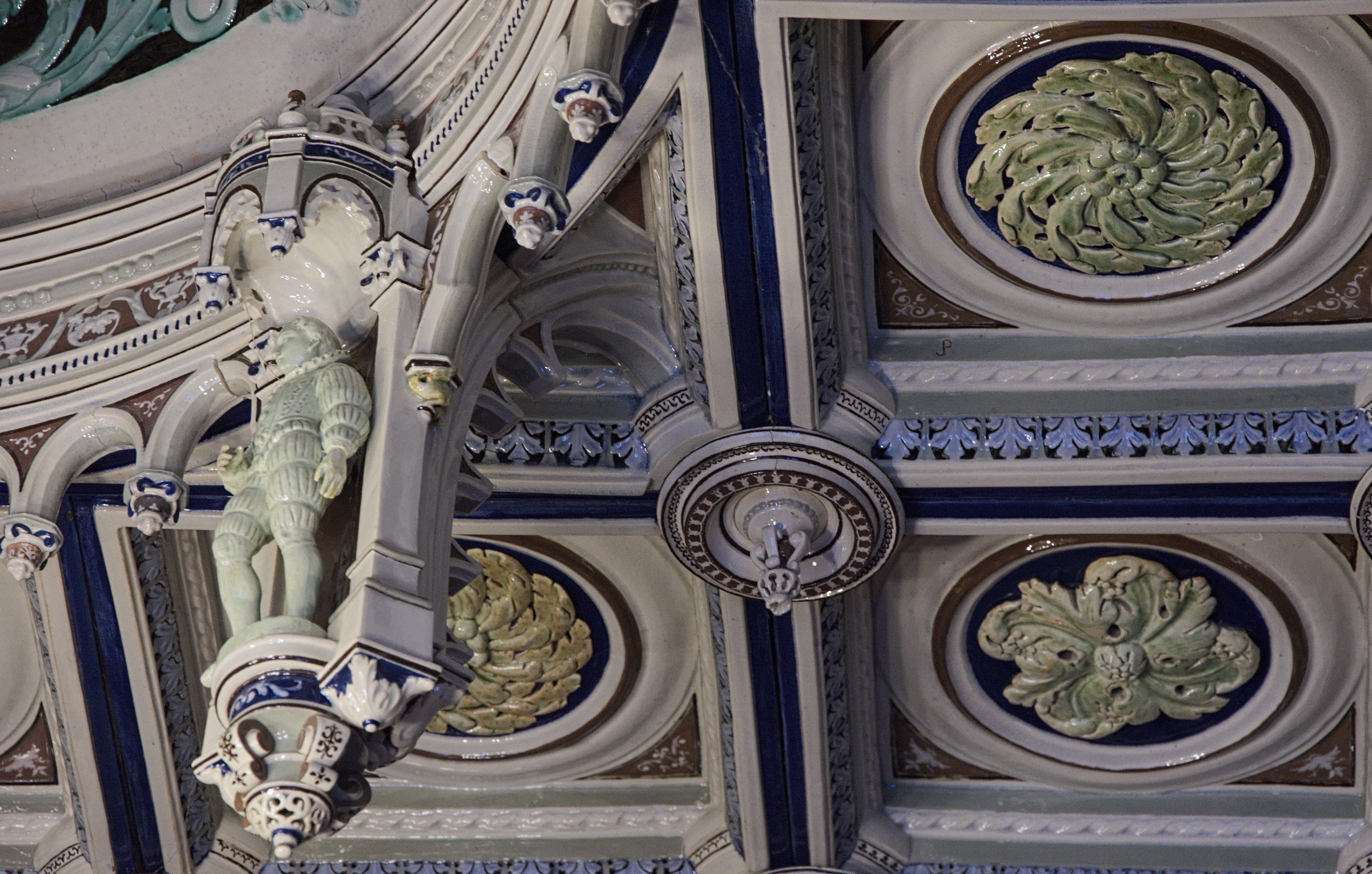
Teil der Deckengestaltung

Das Musée Bernard d’Agesci ist das wichtigste Museum der Stadt Niort. Es befindet sich seit 2006 im ehemaligen Mädchengymnasium, einem Bauwerk des späten 19. Jahrhunderts. Die Sammlungen des Hauses werden von der Regionalverwaltung Communauté d’agglomération du Niortais geführt. Die Ausstellungsfläche ist fast 5000 m2 groß und verteilt sich auf drei Etagen. Die Abteilungen des Hauses sind eine Kunstausstellung, ein Naturkundemuseum und passend zum Ort in einer ehemaligen Bildungseinrichtung eine Sammlung zur Schulbildung.
Das Museum hat den Status eines Musée de France und steht damit unter besonderer Auszeichnung und Kontrolle des französischen Kulturministeriums.

## Gebäude
Das Gebäude wurde 1897 von dem Stadtarchitekten Georges Lasseron (1844–1932) errichtet. Es gilt als das erste Gebäude der Stadt, an dem an der Hauptfassade mit Bossenwerk gearbeitet wurde. Auch wurden dekorative Fayencen und Terrakotta als Baumaterial verwendet. Die zuvor an mehreren Stellen in der Stadt ausgestellten Sammlungen wurde ab 1996, drei Jahre nach Schließung des Gymnasiums, hier zusammengefasst. Entsprechend wurden die beiden Museen für Schöne Künste und für Naturgeschichte geschlossen.
Nach einem Jahrzehnt der Renovierung und Konzeption als multidisziplinäres Haus konnte es im Juni 2006 wiedereröffnet werden. Namenspatron ist Bernard d’Agesci (1757–1828), der eine große Künstlerpersönlichkeit zu Beginn des 19. Jahrhunderts in Nantes war. Er hatte sich zu Lebzeiten als Mäzen für eine erste öffentliche Bibliothek, eine kostenlose Zeichenschule und einen Botanischen Garten eingesetzt.